# Stanislas Lazovert
Stanislas Lazovert, o De Lazovert (nome completo Stanislas Etienne Lazovert) (1887 – 1976), è stato un medico e imprenditore russo.

Il treno aiuto-medico su cui Stanislas Lazovert prestò servizio a partire dal 1914 insieme a Vladimir Mitrofanovič Puriškevič.

Viene ricordato principalmente per essere stato tra i partecipanti alla congiura che portò all'uccisione del mistico russo Grigorij Rasputin.
Nato nella Polonia russa nel 1887, Lazovert ricevette una educazione alla francese, dopodiché, dopo essersi laureato dottore in medicina, entrò nella Russkaja imperatorskaja armija, l'Esercito imperiale russo. Nel 1914 fu nominato capo medico di un treno-ospedale della Croce Rossa destinato ai feriti del fronte orientale, a cui capo si trovava il politico russo Vladimir Mitrofanovič Puriškevič, leader dei monarchici della Duma.
Nel 1916 fu una delle figure centrali nell'assassinio del mistico russo Grigorij Rasputin. A quanto pare fu proprio lui, travestito da chauffeur, ad andare a prelevare Rasputin in auto e a portarlo a Palazzo Jusupov, dove poi venne ucciso. Lì, secondo le fonti ufficiali, Lazovert avrebbe preparato a Rasputin bicchieri di vino in cui era stato versato cianuro e pasticcini riempiti di cianuro e di curaro.

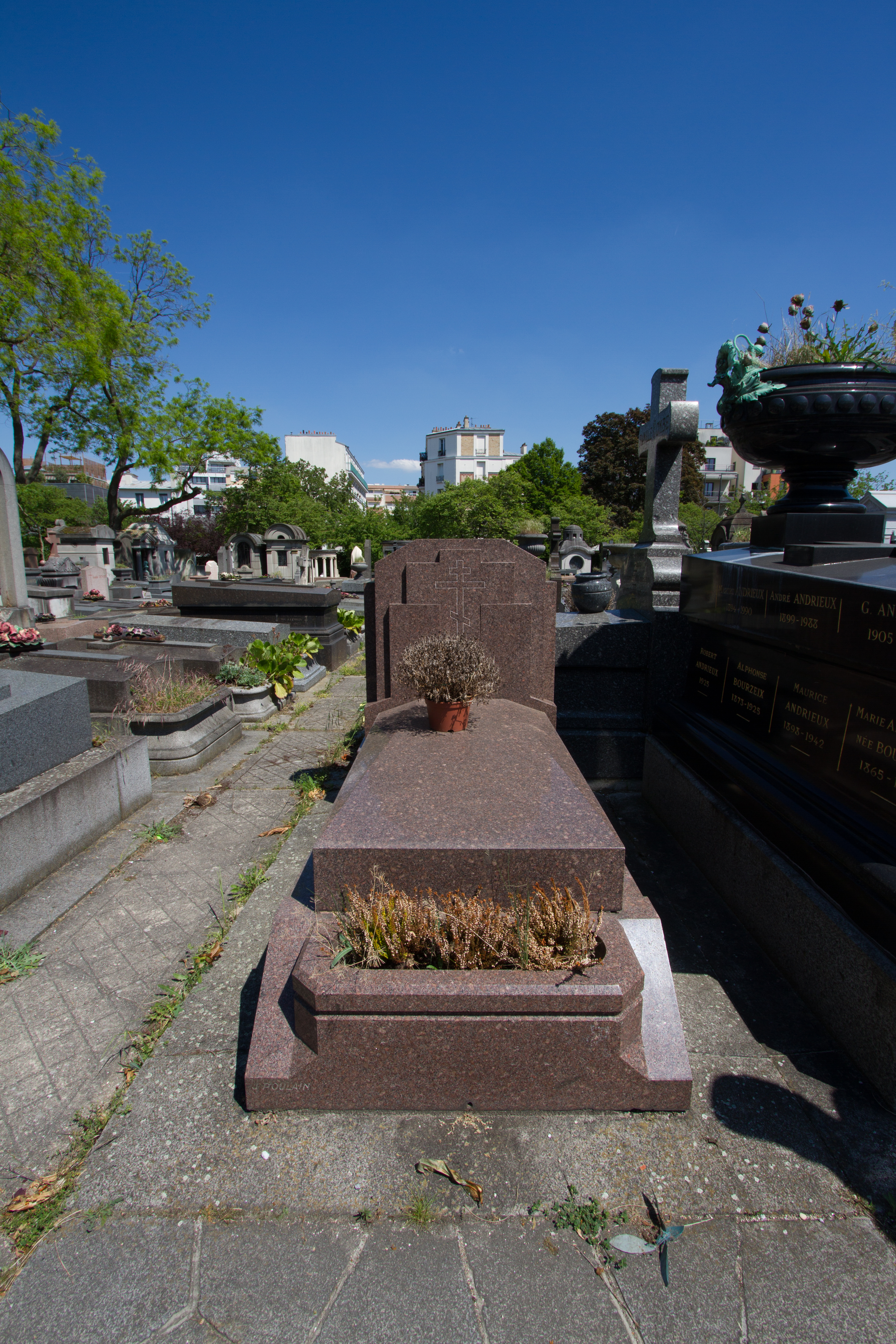
La tomba di Stanislas Lazovert presso il Cimitero parigino di Père-Lachaise (93ª divisione).

Alla fine della sua vita, tuttavia, egli scrisse una lettera al principe Feliks Feliksovič Jusupov in cui confessò di aver preparato, in realtà, solo una sostanza innocua, ricordandosi all'ultimo momento del suo giuramento di Ippocrate. Sembra infatti che Rasputin, a cui spararono due volte, sia stato ucciso da Oswald Rayner, agente segreto britannico ed amico di Jusupov. Dopo la morte di Rasputin, comunque, Lazovert contribuì ugualmente a gettare il suo corpo nella Neva, dopodiché lasciò immediatamente la Russia.
Come medico colonnello svolse varie missioni in Europa e negli Stati Uniti, e in seguito a ciò fece il proprio ingresso nell'Armata Bianca a Odessa. Successivamente ebbe un ruolo anche all'interno della diplomazia petrolifera in Romania (Starnaphta - Societate Anonima Pentru Exploatarea Solului Si Sobsolului) ed Egitto, dove possedeva alcuni pozzi petroliferi (Penisola del Sinai, Egitto nord-orientale). Lavorò inoltre a Parigi e, durante la seconda guerra mondiale, collaborò anche coi servizi segreti anglosassoni a Vichy e a Madrid.
A quanto pare, si tratta dello stesso Lazovert che, verso la fine degli anni '50, propose al presidente dell'Eni, Enrico Mattei, alcune concessioni petrolifere in Egitto, appartenute in precedenza alla Standard Oil. Si narra inoltre che, già nel 1916, Stanislas Lazovert fosse un agente britannico, e, secondo alcuni, la storia che egli raccontò poco dopo la morte di Rasputin sarebbe da considerarsi frutto della sua fantasia. Lazovert morì nel 1976 ed ora è sepolto nel cimitero parigino di Père-Lachaise.